# Меловка (Брянская область)
Меловка — посёлок в Жуковском районе Брянской области, в составе Летошницкого сельского поселения. 
 Расположен в 4 км от юго-западной окраины города Жуковки, в 1,5 км к северо-западу от посёлка Гостиловка, на правом берегу Десны. Население — 213 человек (2010).
Железнодорожная платформа («7 км») на линии Жуковка—Клетня.
Основан в середине XX века; до 2005 года входил в Летошницкий сельсовет.
| Годы      | 1979 | 1989 | 2002 | 2010 |
| --------- | ---- | ---- | ---- | ---- |
| Население | 342  | 275  | 238  | 213  |